# Pedro Medina Medinilla
Pedro (de) Medina Medinilla (Toledo ¿? - a. de 1621), poeta español del Siglo de Oro.

## Vida
Casi nada se sabe sobre su vida. Era hidalgo y Lope de Vega lo conoció cuando servía a Diego de Toledo, hermano bastardo del Duque de Alba; lo tenía por "el mejor de aquella edad" y junto a Baltasar Elisio de Medinilla, con el que no debe confundírsele, estuvo muy próximo a Lope, quien lo elogió en su Laurel de Apolo, 
al igual que Cervantes en su Viaje del Parnaso, y partió a América con apenas veinte años cumplidos, sin que se supiera más de él: son los datos que proporciona Lope de Vega en el «Discurso sobre la poesía» de La Filomena (1621), donde también incluye una bella égloga de Medinilla a la muerte de Isabel de Urbina, esposa de Lope, compuesta quizá en 1595, como intento de reivindicar su culto casticismo de los seguidores de Luis Góngora. 
«De edad de veinte años pasó a la India oriental, inclinado a ver más mundo que la estrecheza de la patria, donde por necesidad servía con algo de marcial y belicoso ingenio. Perdiose en él el mejor de aquella edad.»
Gerardo Diego volvió a sacar del olvido la égloga y la publicó de nuevo extrayendo su texto del Parnaso español de Sedano, dos veces: exenta (Santander, 1924), en rara y menguada edición de cien ejemplares, y en la revista Alfar en 1925. Está dedicada al duque de Alba Antonio de Toledo y Beamonte. Las demás obras se encuentran también dispersas en el tomo VII del Parnaso español de José López de Sedano, y otras le han sido mal atribuidas, por ejemplo, unas Octavas a la desgraciada y lastimosa muerte de don Pedro de Toledo que le asigna José María de Cossío y en realidad son de Lope de Vega, como algunos romances entre otros que son en realidad de Luis de Vargas Manrique; sí parecen suyos, por el contrario, los romances que incluyen su nombre pastoril, "Melanio", por ejemplo, el célebre "Funestos y altos cipreses...", y quizá otros cuatro que exhuma José Lara Garrido. También escribió un soneto liminar para un libro de Duarte Díaz. Gerardo Diego dedicó a Medinilla el hermoso soneto "¿Qué te impulsó a estos mares, Medinilla?".